# Paralelo 58 S
O Paralelo 58 S é um paralelo no 58° grau a sul do plano equatorial terrestre. Está a 2 graus a norte do limite setentrional do Oceano Antártico, e não atravessa terra firme.
Nesta latitude, o sol é visível por 18 horas e 11 minutos durante o solstício de dezembro e 6 horas e 27 minutos durante o solstício de junho
Começando pelo Meridiano de Greenwich e tomando a direção leste, o paralelo 58° Sul passa sucessivamente por:
| País, território ou mar | Notas                                                                |
| ----------------------- | -------------------------------------------------------------------- |
| Oceano Atlântico        |                                                                      |
| Oceano Índico           |                                                                      |
| Oceano Pacífico         |                                                                      |
| Oceano Atlântico        | Passa a sul da Ilha Saunders, Ilhas Geórgia do Sul e Sandwich do Sul |